# Erkki Aurejärvi

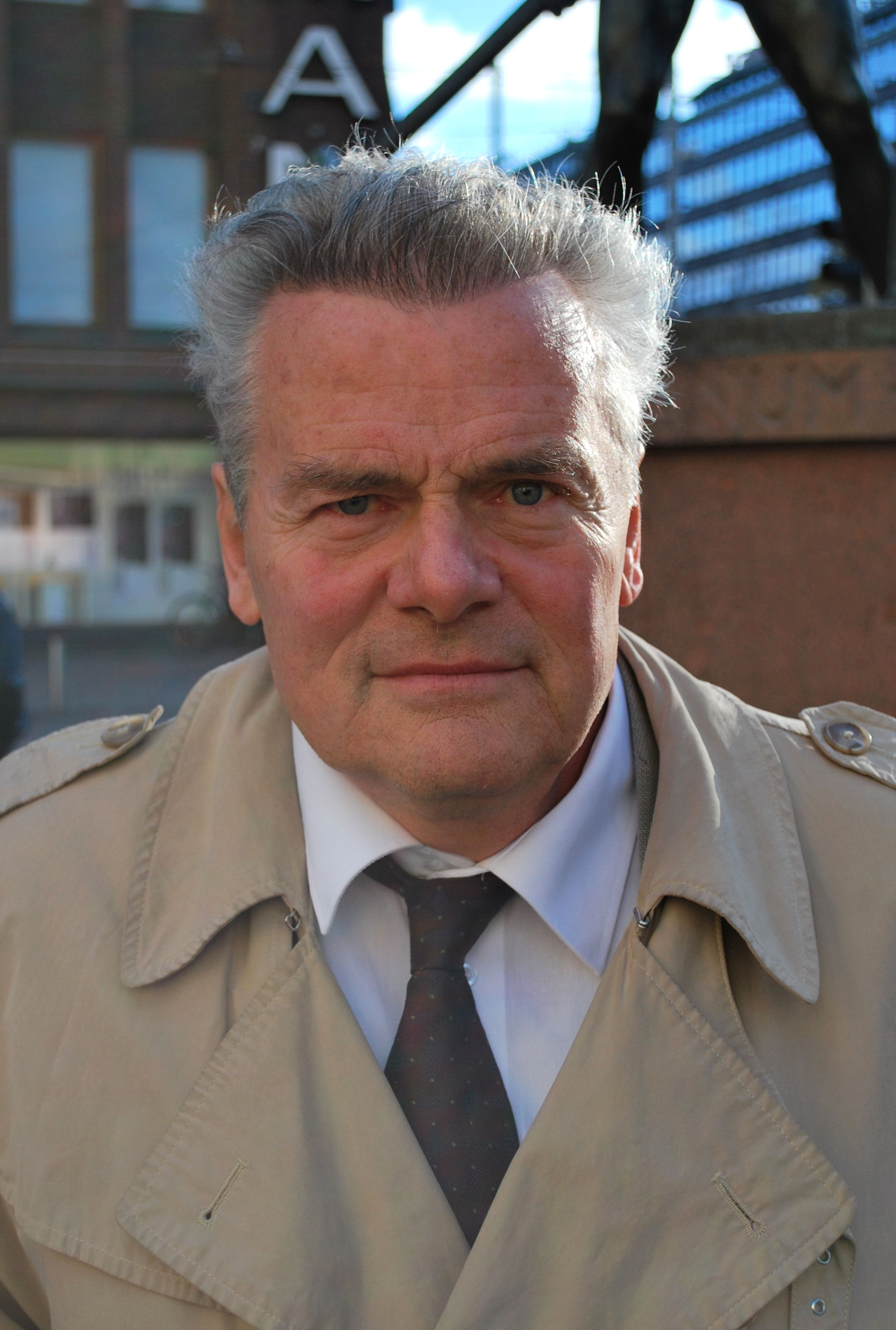
Erkki Aurejärvi år 2008.

Erkki Ilmari Aurejärvi, född 8 december 1941 i Helsingfors, är en finländsk jurist.
Aurejärvi blev juris doktor 1976 och utnämndes 1983 till professor i civilrätt vid Helsingfors universitet.
Han har framträtt som en aktiv motståndare till tobaksindustrin, och var advokat vid Europas första produktansvarsrättegång. Han har även deltagit i nationell och internationell beredning av lagar som reglerar tobaksindustrin. Bland hans publikationer märks Urakkasopimus (1976), Yksilö, yritys ja yhteiskunta (1978, svensk översättning Individen, företaget och samhället samma år), Suomen yksityisoikeus (1987, svensk översättning Finsk privaträtt samma år) och Takaus (2001). 
Han satt i Helsingfors stadsfullmäktige 1993–2008. Sedan 1994 är han ordförande för fotbollsföreningen Pallo-Pojat som grundats av hans  far.
Aurejärvi har även varit aktiv som skribent och författat allt från pamfletter och faktaböcker till ett skönlitterärt verk, deckaren ''Kun kukaan ei näe'' som bygger på hans egna erfarenheter inom rättsväsendet.